# Производственный роман

Артур Хейли — популяризатор жанра, автор производственных романов о работе полиции, телевидения, аэропорта, метеостанции и других сфер

Производственный роман (англ. Occupational Novel) — литературное произведение, в центре повествования которого находится профессионал, решающий стоящие перед ним производственные задачи. Так Н. Л. Лейдерман определил его, как «жанр, в котором человек рассматривается прежде всего в свете его рабочих функций».
Многие исследователи считают производственный роман прямым наследником натуралистического романа: вместе с построением индустриального общества возникла потребность в литературе, описывающей такие категории человеческого бытия, как «труд» и «производство».
При вычленении производственного романа как самостоятельного жанра из смежных литературных стратегий, опора возможна на два жанрообразующих признака: тема труда в качестве содержательной основы, и образ человека труда как художественная доминанта.
Исследуя производственный роман в качестве самостоятельного жанра советской, прежде всего русской литературы XX века, его российская исследовательница Анна Гаганова предложила типологически обоснованную эволюцию художественной картины мира, основанную на динамике образа героя. В качестве художественной инварианты, позволяющей объединить в жанр достаточно разнородный материал, отражающий развитие страны с 1920-х по 1970-е годы, Анна Гаганова формулирует ключевые признаки «канонического» (эталонного текста), для которого характерен героя-преобразователь мира, создающий «мир будущего». Гаганова предложила ключевую, по её мнению характеристику образа героя труда, которая не позволяет жанру «рассыпаться» вопреки очень неоднородному корпусу произведений, — «социальное лидерство». С уходом из образа героя психологических черт социально ориентированного лидера, жанр приходит в упадок.

## История
Создателем жанра был французский писатель и инженер Пьер Амп (1876—1962), который в начале XX века (первый роман написан в 1907 и опубликован в 1908 году) стал автором цикла романов «Страда человеческая», посвящённый людям различных профессий. Ему же принадлежит и авторство самого термина «производственный роман». Первым «каноническим» и «программным» производственным романом в России литературоведы назвали «Цемент» Ф. Гладкова (1925). «Верхняя граница» угасания жанра может быть отнесена к 1970—1980 годам, но остаётся спорной.

### В СССР
В жанре производственного романа созданы десятки произведений, однако высокой художественностью отличалась лишь небольшое количество произведений, созданных художниками слова, у которых вообще все творчество характеризуется высоким уровнем художественности. Это В. П. Катаев, К. Г. Паустовский, Л. М. Леонов, А. Р. Беляев, И. Г. Эренбург, Н. Н. Ляшко, А. Г. Малышкин, Ю. С. Крымов. Парадоксальным образом расцвет производственного романа хронологически совпал с его первым этапом, с его «рождением» именно в 1920—1930 годы тема труда проявляет себя как «литературный эксперимент».
В дальнейшем вплоть до 60-х годов XX века производственный роман стал в основном «визитной карточкой» советской литературы, основным жанром соцреализма. Так, А. М. Горький на Первом съезде советских писателей в 1934 году говорил, что «Основным героем наших книг мы должны избрать труд, то есть человека, организуемого процессами труда, (…) и человека, в свою очередь, организующего труд более легким, продуктивным, возводя его в степень искусства». И. М. Нусинов в своей работе «Вопросы жанра в пролетарской литературе» выделил жанр производственного романа в качестве одного из основных жанров новой советской литературы, призванного освещать «процесс создания нового социалистического производства».
В. М. Фриче писал, что именно производственный роман лучше всего соответствует наиболее важному для того времени «образу пролетариата» как «класса-строителя». При этом Фриче отвергал такие важные элементы романного повествования, как любовная линия и вообще всякий психологизм. Тем не менее, несмотря на важность этого жанра для литературы СССР, в Литературной Энциклопедии 1935—1938 гг. есть большая статья о «пролетарской литературе», но нет ни слова о «производственном романе».
Ранние производственные романы отличались использованием приёмов и форм, характерных для журналистики, а не художественной литературы. Нередким приёмом при написании подобных произведений в СССР была творческая командировка писателя на стройку или производство, имеющее важное значение для индустриализации СССР. Теоретики пролеткульта писали о создании романов, как о процессе, родственном конвейерному производству. Пропагандистская и публицистическая роль, отводимая советской идеологией литературе, влияла не только на форму, но и на содержание литературы: так, герой романа Юрия Крымова «Танкер „Дербент“» рискует собой ради коллектива; У Валентина Катаева в романе «Время, вперёд!» герои днюют и ночуют на стройке, забывая о еде; в романе «Цемент» Фёдора Гладкова — отказываются ради индустриализации страны от личного счастья, теряя дочь; а у него же в романе «Энергия» герой умирает на работе на глазах у зарубежной делегации. Для "психологической составляющей"  производственных романов этого периода был характерен казарменный коллективизм и узко-функциональный взгляд на человека, который порой просто вытеснялся за пределы романного полотна. Как писал в 1954 году М. М. Кузнецов, «главным героем стал конвейер, а не человек»
Писатели обращались к тематике производственного романа зачастую из конъюнктурных соображений — это гарантировало достаточную благосклонность власти, что в то время было единственным способом достижения материального благополучия и личной безопасности.
Вышедший в 1930 году научно-фантастический роман Александра Беляева «Подводные земледельцы» также построен по принятому тогда соцреалистическому канону производственного романа (включая "актуальных" в то время вредителей: как «врага народа», так и японских диверсантов). Он, в свою очередь, положил начало так называемой «фантастике ближнего прицела».
Основные структурные элементы производственного романа получили своё развитие в других жанрах соцреализма, которые завоёвывают популярность в 1950—1960-х годах. Так, в пятидесятые годы в СССР становится популярным жанр «Семейной хроники», к которому относятся такие произведения, как «Журбины» и «Братья Ершовы» Всеволода Кочетова, «Ястребовы» Михаила Обухова, «Колобовы» Виссариона Саянова, «Волгины» Георгия Шолохова-Синявского, «Строговы» Георгия Маркова, «Семья Рубанюк» Евгения Поповкина. Авторы, пишущие в этом жанре, равнялись на такие образцы, как «Дело Артамоновых» Горького, «Тихий Дон» Шолохова и «Хождение по мукам» А. Н. Толстого. Эти произведения, как и ранние советские производственные романы, обычно строились по одной клишированной схеме, с приматом описания не личных, человеческих отношений, но трудовых. Такие семейные хроники имели тенденцию превращаться в рассказ о трудовых буднях рабочей династии.
С середины 1950-х гг. в книги этого жанра (такие, как цикл очерков Валентина Овечкина «Районные будни» или роман Галины Николаевой «Битва в пути»), сохраняя все внешние атрибуты производственного романа, приобретают критический взгляд на окружающую социалистическую действительность. 
Важной вехой в переосмыслении жанра производственного романа, произошедшем на фоне «хрущёвской оттепели», стала книга Дудинцева "Не хлебом единым ". Своего рода производственными романами являются произведения Даниила Гранина «Искатели» и «Иду на грозу».

## Артур Хейли и возрождение жанра
Возрождение жанра на Западе начал Артур Хейли, своим дебютным произведением «Посадочная полоса 08» (англ. Runway Zero-Eight) (другое название «На грани катастрофы» (англ. Flight into Danger)) (это была пьеса, ставшая затем киносценарием и повестью), опубликованном в 1958 году. Своим литературным предшественником сам Хейли считал Робина Мура, автора документальных романов и левого публициста, известного такими своими произведениями, как «Зелёные береты» и «Французский связной».
Верный традициям натурализма Хейли (впрочем, как и Робин Мур) тщательно «вживается в материал», старался максимально сохранить «правду жизни». Прежде чем писать о людях какой-то профессии, он стажировался в ней, а описывая какое-то предприятие (банк, отель, аэропорт), много работал с текущей документацией подобных предприятий. В советской / российской литературе традиции Хейли продолжает ленинградский/петербургский писатель Илья Штемлер. Последователем Хейли является и Том Клэнси, создавший жанр технотриллера, книги которого отличает внимательность к деталям функционирования армии, полиции и других силовых структур.

## Полицейский роман

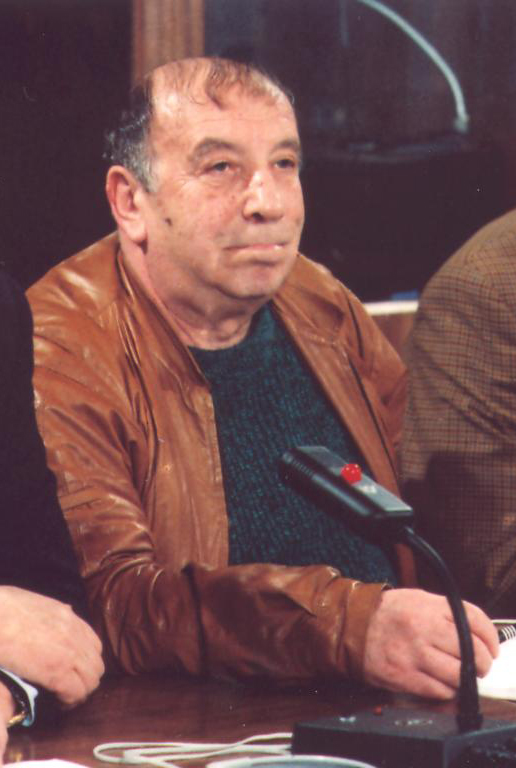
Аркадий Вайнер — один из классиков «милицейского детектива»

Особой разновидностью производственного романа, сюжетно близкой к детективу, является полицейский роман (фр. polar), герои которого — профессионалы-полицейские, а дело, которое они делают — расследование преступлений. Как и собственно детектив, полицейский роман — это разновидность криминального романа. Но, в отличие от классического детектива, герой которого (независимо от профессии) — одиночка, оружие которого — наблюдательность, аналитические способности и жизненный опыт, сыщик из «полицейского детектива» — часть системы правоохранительных органов.
Артур Хейли обратился к этому поджанру в 1997 году в своём последнем романе «Детектив», где он подробно рассказывает об охоте на серийного убийцу. Хейли убедил взяться за этот роман его знакомый — бывший полицейский Стив Винсон, который много лет проработал в «убойном отделе» (отделе, сотрудники которого расследуют убийства) полиции Майами. При подготовке романа писатель несколько недель выходил в рейды с полицейскими Флориды, работал с полицейскими архивами.
«Советский детектив» всегда тяготел скорее к производственному полицейскому (точнее, «милицейскому») роману, чем к классическому детективу. К этому жанру относятся многие классические для советского детектива произведения братьев Вайнеров, Виля Липатова, Юлиана Семёнова и др., написанные в 1960—1970-е годы.  Производственным романом о милиции в чистом виде являются и произведения Андрея Кивинова, положившие начало телесериалу «Менты».